# Lijndenia roborea
Lijndenia roborea är en tvåhjärtbladig växtart som först beskrevs av Charles Victor Naudin, och fick sitt nu gällande namn av Jacq.-fél.. Lijndenia roborea ingår i släktet Lijndenia och familjen Melastomataceae. Inga underarter finns listade i Catalogue of Life.